# Блатноград
46°39′39″ пн. ш. 17°08′16″ сх. д. / 46.66083333° пн. ш. 17.13777778° сх. д.

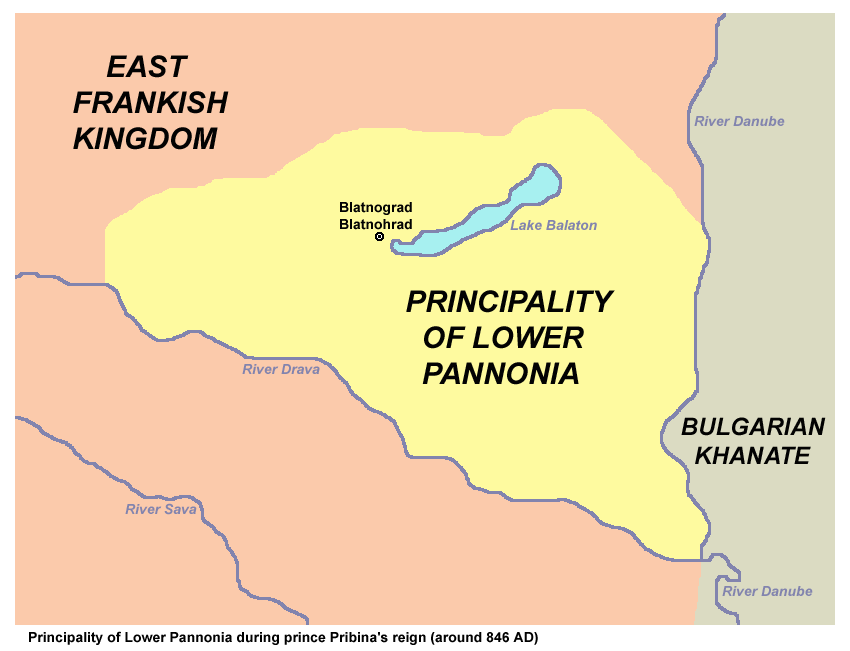
Розташування Блатнограда на мапі Блатенського князівства

Блатноград (словац. Blatnohrad, нім. Mosapurc, Moosburg, словен. Blatograd, Blatenski Kostel) — столиця давньослов'янського Блатенського князівства, на річці Зала, за 9 км на південний захід від озера Балатон. Нині на місці ранньосередньовічного слов'янського міста знаходиться угорське село Залавар, медьє Зала, (Угорщина).

## Історія
Блатноград був заснований нітранським князем Прібіною близько 839—847 року. У 850 рік тут була побудована і освячена перша церква — св. Марії і фортеця. Її освятив зальцбургзький архієпископ Ліупрам. У 867 році в Блатнограді зупинялися Кирило і Мефодій. Кілька років по тому Мефодій повернувся сюди на запрошення князя Коцела і заснував тут Паннонська архієпископство. У 901 році Блатноград був захоплений уграми. Трохи пізніше, під ім'ям «Залавар» став центром комітату Зала. Був стратегічно важливою фортецею. У 1702 році, фортеця Залавар була підірвана, щоб не потрапила до рук куруців. З тих пір місто занепало і нинішнє село Залавар налічує лише 900 жителів.

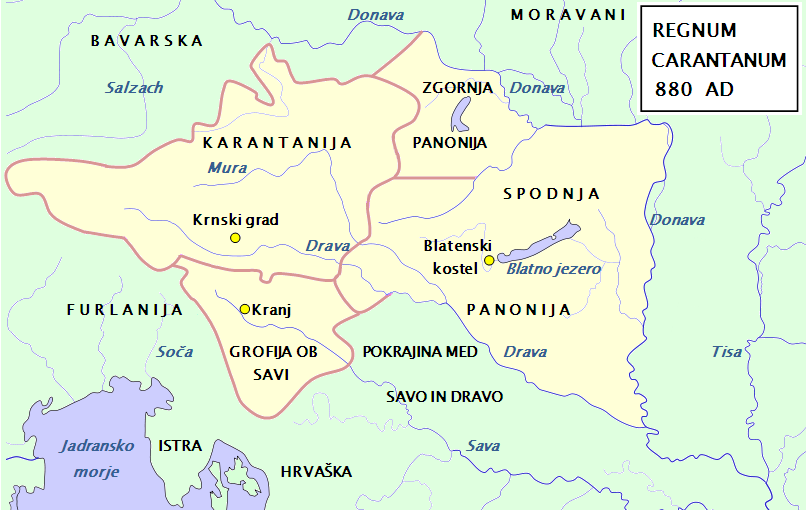
Блатноград на мапі королівства Карантанії — (Spodnja Panonija) під словенською назвою Blatenski Kostel

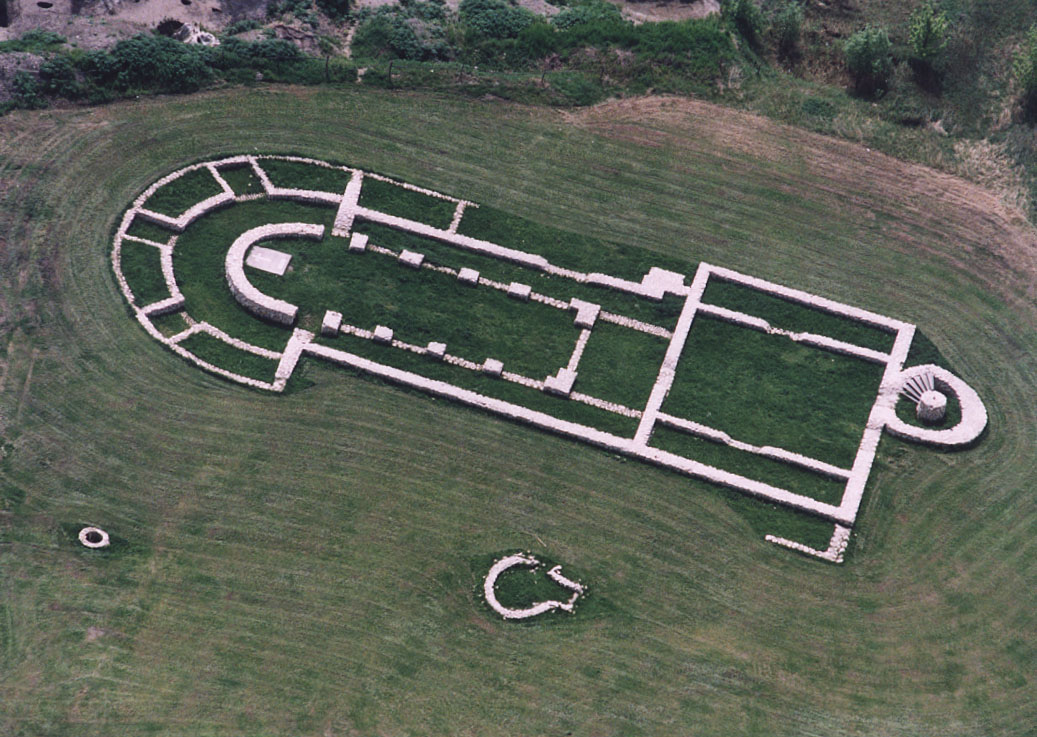
Залишки романської базиліки

## Археологічні роботи
Залишки церков (15) і городища (150 * 200 метрів) були знайдені словацьким вченим Яном Колларом у XIX столітті. За даними розкопок, і після входження до складу Угорського королівства, аж до XI століття населення Блатнограда було переважно слов'янським. Процес мадяризації посилився в XII—XIII століттях, і особливо протягом XIX століття. Нині в місті проживають переважно угорці.

## Цікавий факт
- За деякими даними тут у 1207 році народилася св. Єлизавета Угорська.